# Ščap
Ščap je priimek več znanih Slovencev:
- Aleksandra Ščap (*1992), konjeniška trenerka in športnica
- Beba Ščap, rekreativna športnica, humanitarka
- Ivan Ščap (*1955), hokejist
- Luka Ščap (*1991), hokejist
- Štefan Ščap, finančnik, dr., public.
- Vida Ščap (1932-2024), učiteljica, lutkarica